# ۱۲۲۳ (خورشیدی)
۱۲۲۳ هزار و دویست و بیست و سومین سال هجری خورشیدی است.

## زادگان
- میرزا مهدی خانشقاقی - معمار ایرانی.

## درگذشتگان
- 2 فروردین - سید محمدباقر شفتی : فقیه و روحانی شیعه.